# Rhamnus imeretina
Rhamnus imeretina là một loài thực vật có hoa trong họ Táo. Loài này được Booth, Petz. & Kirchn. miêu tả khoa học đầu tiên năm 1864.

## Hình ảnh

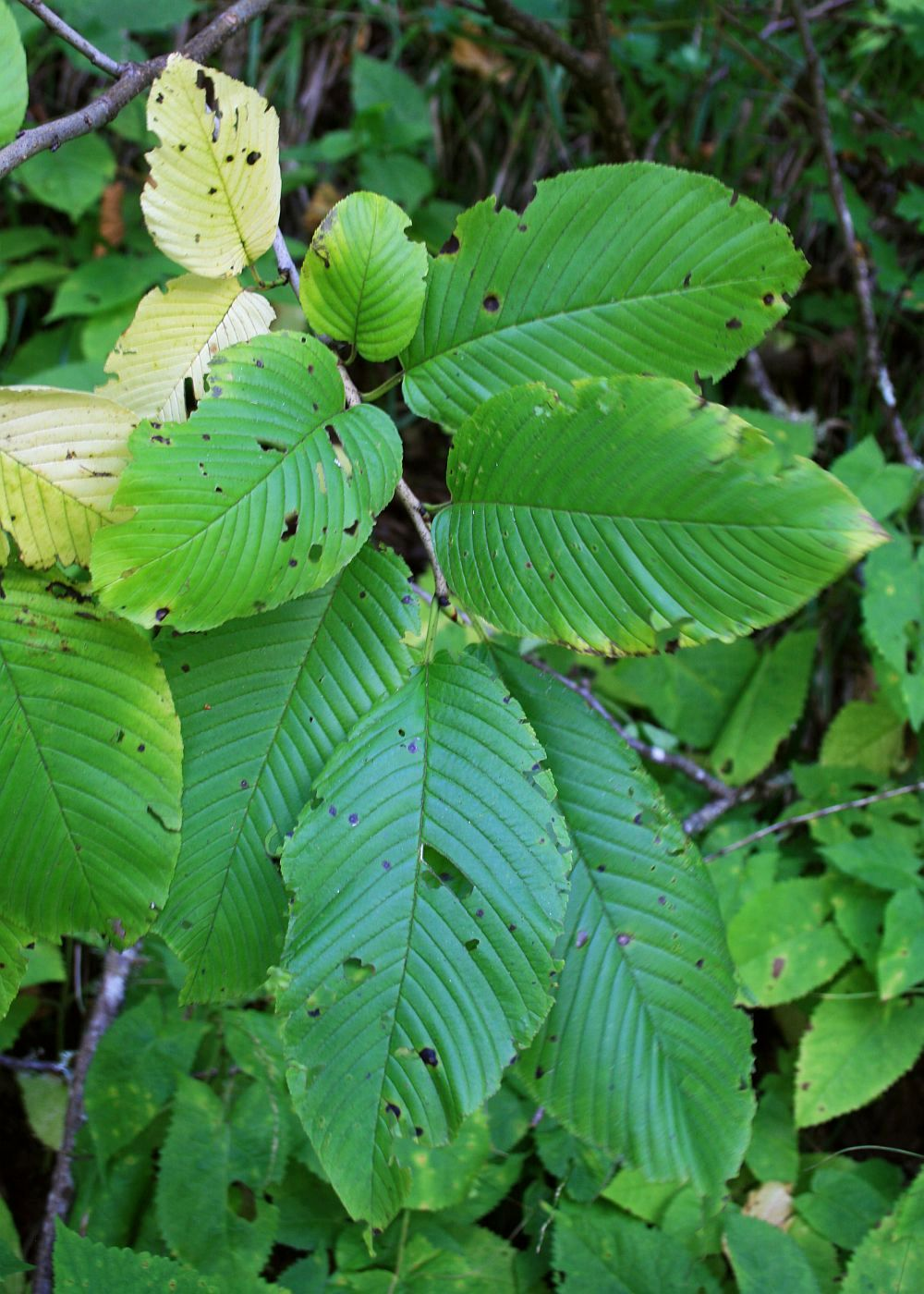
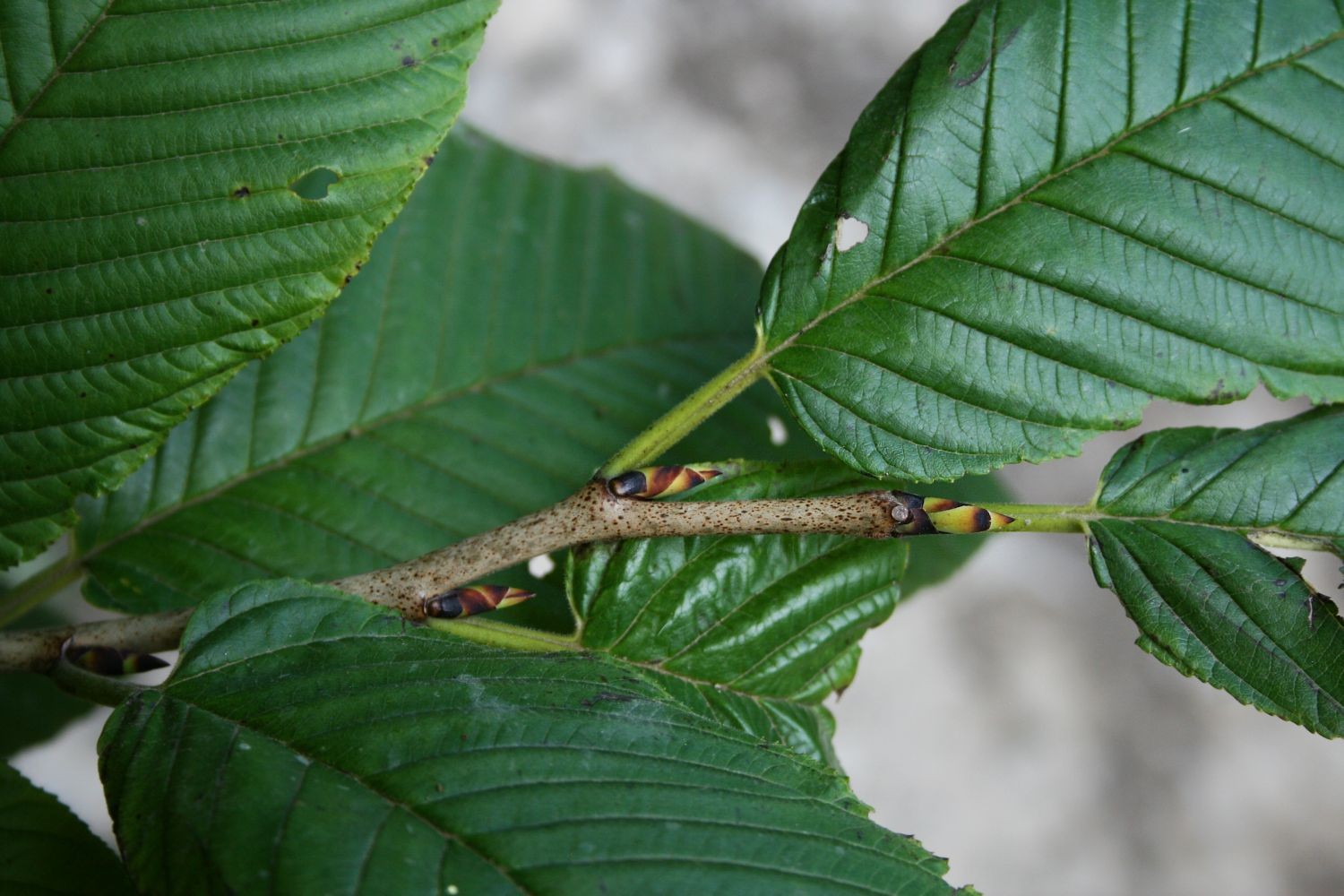
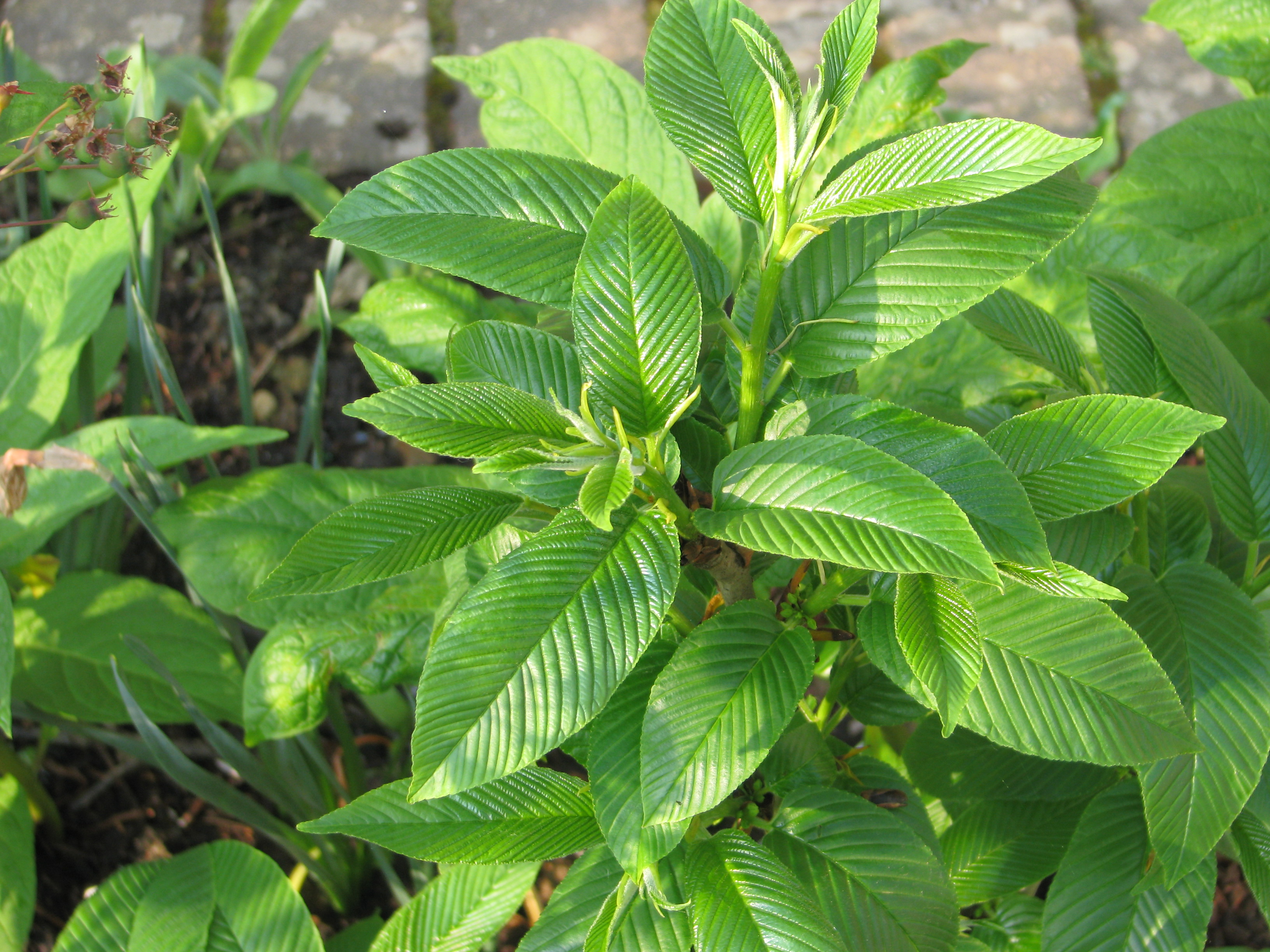
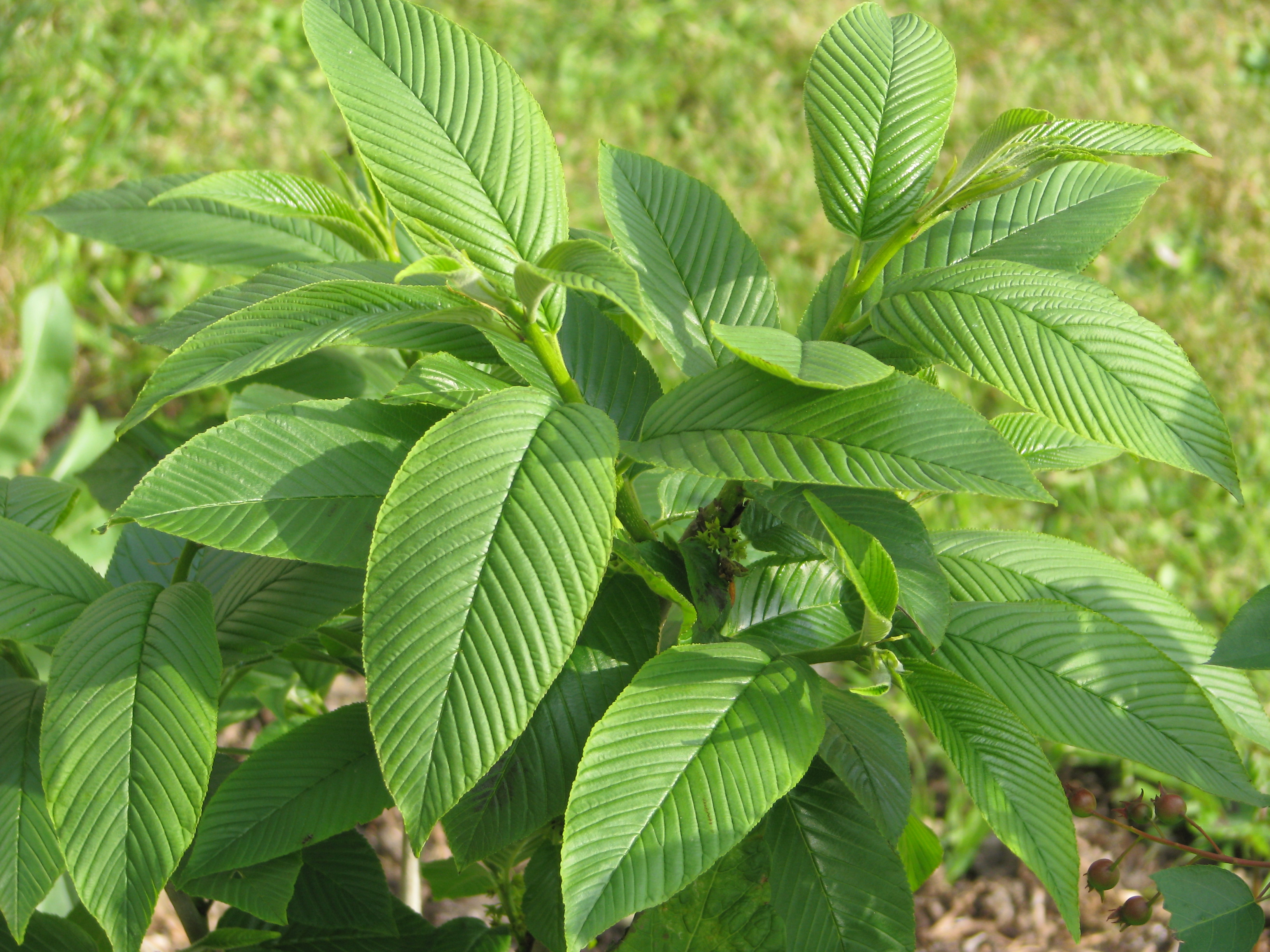